# Élections législatives dans la Somme
Cet article fournit diverses informations sur les élections législatives dans la Somme, un département du nord de la France.

## VeRépublique (depuis 1958)

### Législatives 2017
|                                           |                                      |                           |                           |                          |                          |
|                                           |                                      | Premier tour 11 juin 2017 | Premier tour 11 juin 2017 | Second tour 18 juin 2017 | Second tour 18 juin 2017 |
|                                           |                                      |                           |                           |                          |                          |
|                                           |                                      | Nombre                    | % des inscrits            | Nombre                   | % des inscrits           |
| Inscrits                                  | Inscrits                             | 409 057                   | 100,00                    | 327 567                  | 100,00                   |
| Abstentions                               | Abstentions                          | 200 202                   | 48,94                     | 178 372                  | 54,45                    |
| Votants                                   | Votants                              | 208 855                   | 51,06                     | 149 195                  | 45,55                    |
|                                           |                                      |                           | % des votants             |                          | % des votants            |
| Bulletins blancs                          | Bulletins blancs                     | 4 401                     | 2,11                      | 10 980                   | 7,36                     |
| Bulletins nuls                            | Bulletins nuls                       | 1 488                     | 0,71                      | 4 978                    | 3,34                     |
| Suffrages exprimés                        | Suffrages exprimés                   | 202 966                   | 97,18                     | 133 237                  | 89,30                    |
|                                           |                                      |                           |                           |                          |                          |
| Étiquette politique                       | Étiquette politique                  | Voix                      | % des exprimés            | Voix                     | % des exprimés           |
|                                           |                                      |                           |                           |                          |                          |
|                                           | La République en marche              | 53 893                    | 26,55                     | 67 330                   | 50,53                    |
|                                           | Front national                       | 37 644                    | 18,55                     | 14 837                   | 11,14                    |
|                                           | La France insoumise                  | 30 473                    | 15,01                     | 30 382                   | 22,80                    |
|                                           | Union des démocrates et indépendants | 27 007                    | 13,31                     |                          |                          |
|                                           | Les Républicains                     | 22 688                    | 11,18                     | 20 688                   | 15,53                    |
|                                           | Parti socialiste                     | 7 530                     | 3,71                      |                          |                          |
|                                           | Divers droite                        | 4 579                     | 2,26                      |                          |                          |
|                                           | Parti communiste français            | 4 579                     | 2,26                      |                          |                          |
|                                           | Debout la France                     | 4 045                     | 1,99                      |                          |                          |
|                                           | Divers                               | 2 951                     | 1,45                      |                          |                          |
|                                           | Écologiste                           | 2 877                     | 1,42                      |                          |                          |
|                                           | Extrême droite                       | 2 472                     | 1,22                      |                          |                          |
|                                           | Extrême gauche                       | 2 228                     | 1,10                      |                          |                          |
| Source : Ministère de l'Intérieur - Somme |                                      |                           |                           |                          |                          |

### Législatives 2012
| Parti          | Parti                                                                   | Premier tour | Premier tour | Second tour | Second tour | Sièges |
| Parti          | Parti                                                                   | Voix         | %            | Voix        | %           | Sièges |
| -------------- | ----------------------------------------------------------------------- | ------------ | ------------ | ----------- | ----------- | ------ |
|                | Parti socialiste                                                        | 65 897       | 26,92        | 99 090      | 41,60       | 2      |
|                | Union pour un mouvement populaire                                       | 45 220       | 18,48        | 68 833      | 28,90       | 1      |
|                | Front national                                                          | 39 652       | 16,20        |             |             |        |
|                | Nouveau Centre                                                          | 37 716       | 15,41        | 49 205      | 20,65       | 1      |
|                | Europe Écologie Les Verts                                               | 17 588       | 7,19         | 21 044      | 8,84        | 1      |
|                | Front de gauche (PCF - PG - GU)                                         | 16 298       | 6,66         |             |             |        |
|                | Mouvement démocrate                                                     | 8 436        | 3,45         |             |             |        |
|                | Colère et espoir (Communistes dissidents en Somme)                      | 6 276        | 2,56         |             |             |        |
|                | Extrême gauche dont LO, Solidarité, écologie, gauche alternative (SEGA) | 1 910        | 0,78         |             |             |        |
|                | Autre                                                                   | 1 462        | 0,60         |             |             |        |
|                | Debout la République                                                    | 1 099        | 0,45         |             |             |        |
|                | Mouvement républicain et citoyen                                        | 994          | 0,41         |             |             |        |
|                | Parti de la France                                                      | 980          | 0,40         |             |             |        |
|                | Divers écologistes (LT, AEI, FEA, MEI et GE)                            | 895          | 0,37         |             |             |        |
|                | Parti radical                                                           | 327          | 0,13         |             |             |        |
|                |                                                                         |              |              |             |             |        |
| Inscrits       | Inscrits                                                                | 409 663      | 100,00       |             | 100,00      |        |
| Abstentions    | Abstentions                                                             | 160 514      | 39,18        |             |             |        |
| Votants        | Votants                                                                 | 249 149      | 60,82        |             |             |        |
| Blancs et nuls | Blancs et nuls                                                          | 4 399        | 1,77         |             |             |        |
| Exprimés       | Exprimés                                                                | 244 750      | 98,23        | 238 172     |             |        |

### Législatives 2007
| Parti          | Parti                                              | Premier tour | Premier tour | Second tour | Second tour | Sièges |
| Parti          | Parti                                              | Voix         | %            | Voix        | %           | Sièges |
| -------------- | -------------------------------------------------- | ------------ | ------------ | ----------- | ----------- | ------ |
|                | Parti socialiste                                   | 67 362       | 26,73        | 107 162     | 42,58       | 1      |
|                | Union pour un mouvement populaire                  | 57 599       | 22,86        | 70 950      | 28,19       | 2      |
|                | Nouveau centre - Parti social libéral européen     | 45 502       | 18,06        | 54 937      | 21,83       | 2      |
|                | Colère et espoir (Communistes dissidents en Somme) | 15 530       | 06,16        | 18 618      | 07,40       | 1      |
|                | Front national                                     | 13 903       | 05,52        |             |             |        |
|                | UDF - Mouvement démocrate                          | 11 833       | 04,70        |             |             |        |
|                | Chasse, pêche, nature et traditions                | 10 542       | 04,18        |             |             |        |
|                | Parti communiste français                          | 6 082        | 02,41        |             |             |        |
|                | Les Verts                                          | 5 520        | 02,19        |             |             |        |
|                | Ligue communiste révolutionnaire                   | 4 582        | 01,82        |             |             |        |
|                | Lutte ouvrière                                     | 2 828        | 01,12        |             |             |        |
|                | Mouvement pour la France                           | 2 328        | 00,92        |             |             |        |
|                | Mouvement républicain et citoyen                   | 2 015        | 00,80        |             |             |        |
|                | Écologiste (Le Trèfle et FEA)                      | 1 943        | 00,77        |             |             |        |
|                | Extrême gauche                                     | 1 482        | 00,59        |             |             |        |
|                | Mouvement national républicain                     | 1 351        | 00,54        |             |             |        |
|                | Divers droite                                      | 1 153        | 00,46        |             |             |        |
|                | Parti radical de gauche                            | 452          | 00,18        |             |             |        |
|                |                                                    |              |              |             |             |        |
| Inscrits       | Inscrits                                           | 411 212      | 100,00       | 411 161     | 100,00      |        |
| Abstentions    | Abstentions                                        | 153 230      | 37,26        | 149 676     | 36,40       |        |
| Votants        | Votants                                            | 257 982      | 62,74        | 261 485     | 63,60       |        |
| Blancs et nuls | Blancs et nuls                                     | 5 975        | 01,45        | 9 818       | 02,39       |        |
| Exprimés       | Exprimés                                           | 252 007      | 61,28        | 551 667     | 61,45       |        |

### Législatives 2002
| Parti          | Parti                                     | Premier tour | Premier tour | Second tour | Second tour | Sièges |
| Parti          | Parti                                     | Voix         | %            | Voix        | %           | Sièges |
| -------------- | ----------------------------------------- | ------------ | ------------ | ----------- | ----------- | ------ |
|                | Parti socialiste                          | 61 829       | 23,67        | 80 352      | 38,52       | 0      |
|                | Union pour une majorité présidentielle    | 55 935       | 21,42        | 75 763      | 36,31       | 3      |
|                | Union pour la démocratie française        | 46 891       | 17,95        | 35 780      | 17,15       | 2      |
|                | Front national                            | 29 413       | 11,25        |             |             |        |
|                | Chasse, pêche, nature et traditions       | 22 111       | 8,45         |             |             |        |
|                | Parti communiste français                 | 21 519       | 8,23         | 16 730      | 8,02        | 1      |
|                | Les Verts                                 | 5 551        | 2,11         |             |             |        |
|                | Lutte ouvrière                            | 4 290        | 1,62         |             |             |        |
|                | Ligue communiste révolutionnaire          | 4 206        | 1,59         |             |             |        |
|                | Droit de chasse                           | 3 730        | 1,41         |             |             |        |
|                | Mouvement des citoyens (Pôle républicain) | 2 653        | 1,00         |             |             |        |
|                | Mouvement national républicain            | 1 724        | 0,64         |             |             |        |
|                | Sans étiquette                            | 605          | 0,21         |             |             |        |
|                | Divers gauche                             | 510          | 0,18         |             |             |        |
|                | Rassemblement pour la France              | 461          | 0,16         |             |             |        |
|                | Mouvement pour la France                  | 346          | 0,11         |             |             |        |
|                |                                           |              |              |             |             |        |
| Inscrits       | Inscrits                                  | 399 609      | 100,00       | 337 649     | 100,00      |        |
| Abstentions    | Abstentions                               | 131 797      | 32,98        | 118 300     | 35,04       |        |
| Votants        | Votants                                   | 267 811      | 67,02        | 219 349     | 64,96       |        |
| Blancs et nuls | Blancs et nuls                            | 6 861        | 1,72         | 10 724      | 3,18        |        |
| Exprimés       | Exprimés                                  | 260 950      | 65,30        | 208 625     | 61,79       |        |

### Législatives 1997
| Parti          | Parti                              | Premier tour | Premier tour | Second tour | Second tour | Sièges |
| Parti          | Parti                              | Voix         | %            | Voix        | %           | Sièges |
| -------------- | ---------------------------------- | ------------ | ------------ | ----------- | ----------- | ------ |
|                | Parti socialiste                   | 68 660       | 25,10        | 127 367     | 44,66       | 3      |
|                | Rassemblement pour la République   | 51 203       | 18,72        | 71 024      | 24,90       | 1      |
|                | Union pour la démocratie française | 43 257       | 15,81        | 63 638      | 22,31       | 1      |
|                | Parti communiste français          | 40 233       | 14,71        | 23 161      | 8,12        | 1      |
|                | Front national                     | 37 829       | 13,83        |             |             |        |
|                | Lutte ouvrière                     | 8 530        | 3,12         |             |             |        |
|                | La droite indépendante (MPF-CNIP)  | 6 743        | 2,46         |             |             |        |
|                | Les Verts                          | 5 870        | 2,15         |             |             |        |
|                | Génération écologie                | 4 357        | 1,59         |             |             |        |
|                | Mouvement écologiste indépendant   | 4 042        | 1,48         |             |             |        |
|                | Divers droite                      | 959          | 0,35         |             |             |        |
|                | Parti des travailleurs             | 874          | 0,32         |             |             |        |
|                | Ligue communiste révolutionnaire   | 372          | 0,14         |             |             |        |
|                | Sans étiquette                     | 290          | 0,11         |             |             |        |
|                | Divers gauche                      | 243          | 0,09         |             |             |        |
|                | Parti de la loi naturelle          | 89           | 0,03         |             |             |        |
|                |                                    |              |              |             |             |        |
| Inscrits       | Inscrits                           | 384 588      | 100,00       | 384 376     | 100,00      |        |
| Abstentions    | Abstentions                        | 98 091       | 25,51        | 84 605      | 22,01       |        |
| Votants        | Votants                            | 286 497      | 74,49        | 299 771     | 77,99       |        |
| Blancs et nuls | Blancs et nuls                     | 12 946       | 3,37         | 14 581      | 3,79        |        |
| Exprimés       | Exprimés                           | 273 551      | 95,48        | 285 190     | 95,14       |        |

### Législatives 1993
| Parti          | Parti                                       | Premier tour | Premier tour | Second tour | Second tour | Sièges |
| Parti          | Parti                                       | Voix         | %            | Voix        | %           | Sièges |
| -------------- | ------------------------------------------- | ------------ | ------------ | ----------- | ----------- | ------ |
|                | Rassemblement pour la République            | 60 593       | 22,49        | 55 431      | 25,58       | 3      |
|                | Parti socialiste                            | 49 125       | 18,23        | 43 122      | 19,90       | /      |
|                | Union pour la démocratie française          | 47 983       | 17,81        | 70 369      | 32,48       | 2      |
|                | Parti communiste français                   | 33 558       | 12,45        | 39 662      | 18,30       | 1      |
|                | Front national                              | 30 847       | 11,45        | 8 091       | 3,73        | /      |
|                | Entente des écologistes (Les Verts - GÉ)    | 14 925       | 5,54         |             |             |        |
|                | Divers droite                               | 12 572       | 4,67         |             |             |        |
|                | Le Trèfle - Les nouveaux écologistes        | 9 732        | 3,61         |             |             |        |
|                | Lutte ouvrière                              | 4 801        | 1,78         |             |             |        |
|                | Centre national des indépendants et paysans | 3 844        | 1,43         |             |             |        |
|                | Divers écologistes                          | 737          | 0,27         |             |             |        |
|                | Ligue communiste révolutionnaire            | 388          | 0,14         |             |             |        |
|                | Divers gauche                               | 307          | 0,11         |             |             |        |
|                | Sans étiquette                              | 32           | 0,01         |             |             |        |
|                |                                             |              |              |             |             |        |
| Inscrits       | Inscrits                                    | 386 345      | 100,00       | 322 946     | 100,00      |        |
| Abstentions    | Abstentions                                 | 101 692      | 26,32        | 85 266      | 26,40       |        |
| Votants        | Votants                                     | 584 653      | 73,68        | 237 680     | 73,60       |        |
| Blancs et nuls | Blancs et nuls                              | 15 209       | 3,94         | 21 005      | 6,50        |        |
| Exprimés       | Exprimés                                    | 269 444      | 94,66        | 216 675     | 91,16       |        |

### Législatives 1988
| Parti          | Parti                              | Premier tour | Premier tour | Second tour | Second tour | Sièges |
| Parti          | Parti                              | Voix         | %            | Voix        | %           | Sièges |
| -------------- | ---------------------------------- | ------------ | ------------ | ----------- | ----------- | ------ |
|                | Parti socialiste                   | 81 492       | 30,46        | 128 893     | 54,60       | 4      |
|                | Rassemblement pour la République   | 46 600       | 17,42        | 61 925      | 26,23       | /      |
|                | Parti communiste français          | 44 789       | 16,74        |             |             |        |
|                | Union pour la démocratie française | 33 671       | 12,59        | 45 266      | 19,17       | 1      |
|                | Divers droite                      | 24 219       | 9,05         |             |             | 1      |
|                | Front national                     | 21 981       | 8,22         |             |             |        |
|                | Mouvement des radicaux de gauche   | 11 713       | 4,38         |             |             |        |
|                | Parti socialiste unifié            | 2 151        | 0,80         |             |             |        |
|                | Indépendants                       | 891          | 0,33         |             |             |        |
|                |                                    |              |              |             |             |        |
| Inscrits       | Inscrits                           | 381 069      | 100,00       | 321 460     | 100,00      |        |
| Abstentions    | Abstentions                        | 107 750      | 28,28        | 78 130      | 24,30       |        |
| Votants        | Votants                            | 273 319      | 71,72        | 243 330     | 75,70       |        |
| Blancs et nuls | Blancs et nuls                     | 5 812        | 1,53         | 7 246       | 2,25        |        |
| Exprimés       | Exprimés                           | 267 507      | 97,87        | 236 084     | 97,02       |        |

### Législatives 1986
|                | Opposition unie (UDF-RPR-CNI)    | André Audinot  | 107 931 | 36,78  | 3 |  |  |  |
|                | Majorité présidentielle (PS-MRG) | Jacques Fleury | 89 723  | 30,57  | 2 |  |  |  |
|                | Parti communiste français        | Maxime Gremetz | 42 600  | 14,52  | 1 |  |  |  |
|                | Front national                   | Lionel Payet   | 23 827  | 8,12   |   |  |  |  |
|                | Picardie86                       |                | 21 185  | 7,22   |   |  |  |  |
|                | Lutte ouvrière                   |                | 8 220   | 2,80   |   |  |  |  |
|                |                                  |                |         |        |   |  |  |  |
| Inscrits       | Inscrits                         | Inscrits       | 379 710 | 100,00 |   |  |  |  |
| Abstentions    | Abstentions                      | Abstentions    | 66 654  | 17,55  |   |  |  |  |
| Votants        | Votants                          | Votants        | 313 056 | 82,45  |   |  |  |  |
| Blancs et nuls | Blancs et nuls                   | Blancs et nuls | 19 570  | 5,15   |   |  |  |  |
| Exprimés       | Exprimés                         | Exprimés       | 293 486 | 77,29  |   |  |  |  |

### Législatives 1981
| Parti          | Parti                              | Premier tour | Premier tour | Second tour | Second tour | Sièges |
| Parti          | Parti                              | Voix         | %            | Voix        | %           | Sièges |
| -------------- | ---------------------------------- | ------------ | ------------ | ----------- | ----------- | ------ |
|                | Parti socialiste                   | 87 470       | 30,39        | 132 558     | 43,94       | 3      |
|                | Parti communiste français          | 76 738       | 26,66        | 31 123      | 10,32       | 1      |
|                | Rassemblement pour la République   | 62 729       | 21,79        | 78 784      | 26,12       |        |
|                | Divers droite                      | 31 037       | 10,78        | 31 640      | 10,49       | 1      |
|                | Union pour la démocratie française | 24 438       | 8,49         | 27 535      | 9,13        |        |
|                | Extrême-gauche (LO, PSU)           | 1 870        | 0,65         |             |             |        |
|                | Écologistes                        | 1 091        | 0,38         |             |             |        |
|                | Divers gauche (MRG, Soc indé)      | 1 843        | 0,64         |             |             |        |
|                | Front national                     | 630          | 0,22         |             |             |        |
|                |                                    |              |              |             |             |        |
| Inscrits       | Inscrits                           | 372 632      | 100,00       | 372 593     | 100,00      |        |
| Abstentions    | Abstentions                        | 80 811       | 21,69        | 63 907      | 17,15       |        |
| Votants        | Votants                            | 291 821      | 78,31        | 308 686     | 82,85       |        |
| Blancs et nuls | Blancs et nuls                     | 3 975        | 1,07         | 7 019       | 1,88        |        |
| Exprimés       | Exprimés                           | 287 846      | 98,64        | 301 667     | 97,73       |        |

### Législatives 1978
| Parti          | Parti                              | Premier tour | Premier tour | Second tour | Second tour | Sièges |
| Parti          | Parti                              | Voix         | %            | Voix        | %           | Sièges |
| -------------- | ---------------------------------- | ------------ | ------------ | ----------- | ----------- | ------ |
|                | Parti communiste français          | 95 667       | 30,50        | 159 071     | 50,10       | 3      |
|                | Parti socialiste                   | 59 845       | 19,08        |             |             |        |
|                | Rassemblement pour la République   | 57 569       | 18,35        | 87 963      | 27,71       | 1      |
|                | Union pour la démocratie française | 51 333       | 16,37        | 37 306      | 11,75       |        |
|                | Divers droite                      | 37 921       | 13,09        | 33 149      | 10,44       | 1      |
|                | Extrême-gauche (LO, LCR, PSU)      | 6 863        | 2,19         |             |             |        |
|                | Écologistes                        | 1 623        | 0,52         |             |             |        |
|                | Gaullistes de gauche (MDD, UGP)    | 1 618        | 0,52         |             |             |        |
|                |                                    |              |              |             |             |        |
| Inscrits       | Inscrits                           | 362 237      | 100,00       | 362 149     | 100,00      |        |
| Abstentions    | Abstentions                        | 42 262       | 11,67        | 35 725      | 9,86        |        |
| Votants        | Votants                            | 319 975      | 88,33        | 326 424     | 90,14       |        |
| Blancs et nuls | Blancs et nuls                     | 6 325        | 1,98         | 8 935       | 2,47        |        |
| Exprimés       | Exprimés                           | 313 650      | 98,02        | 317 489     | 97,26       |        |

### Législatives 1973
| Parti          | Parti                                              | Premier tour | Premier tour | Second tour | Second tour | Sièges |
| Parti          | Parti                                              | Voix         | %            | Voix        | %           | Sièges |
| -------------- | -------------------------------------------------- | ------------ | ------------ | ----------- | ----------- | ------ |
|                | Parti communiste français                          | 90 328       | 33,40        | 126 436     | 47,38       | 1      |
|                | Union des républicains de progrès (UDR - RI - CDP) | 73 296       | 27,10        | 80 385      | 30,12       | 3      |
|                | Mouvement réformateur (CD - Rad. - MDSF)           | 47 403       | 17,53        | 30 027      | 11,25       | 1      |
|                | Parti socialiste                                   | 33 012       | 12,21        |             |             |        |
|                | Divers gauche                                      | 16 130       | 5,96         | 29 992      | 11,24       |        |
|                | Divers droite                                      | 8 336        | 3,08         |             |             |        |
|                | Parti socialiste unifié                            | 1 559        | 0,58         |             |             |        |
|                | Ligue communiste                                   | 373          | 0,14         |             |             |        |
|                |                                                    |              |              |             |             |        |
| Inscrits       | Inscrits                                           | 316 547      | 100,00       | 316 409     | 100,00      |        |
| Abstentions    | Abstentions                                        | 39 887       | 12,60        | 37 834      | 11,96       |        |
| Votants        | Votants                                            | 276 660      | 87,40        | 278 575     | 88,04       |        |
| Blancs et nuls | Blancs et nuls                                     | 6 223        | 2,25         | 11 735      | 4,21        |        |
| Exprimés       | Exprimés                                           | 270 437      | 97,75        | 266 840     | 95,79       |        |

### Législatives 1968
| Parti          | Parti                                              | Premier tour | Premier tour | Second tour | Second tour | Sièges |
| Parti          | Parti                                              | Voix         | %            | Voix        | %           | Sièges |
| -------------- | -------------------------------------------------- | ------------ | ------------ | ----------- | ----------- | ------ |
|                | Union des démocrates pour la Ve République         | 92 084       | 36,28        | 51 946      | 33,01       | 2      |
|                | Parti communiste français                          | 73 358       | 28,90        | 53 475      | 33,98       | 1      |
|                | Section française de l'Internationale ouvrière     | 27 084       | 10,67        | 25 483      | 16,19       | 1      |
|                | Fédération nationale des républicains indépendants | 19 792       | 7,80         | 26 470      | 16,82       | 1      |
|                | Divers gauche                                      | 16 142       | 6,36         |             |             |        |
|                | Convention des institutions républicaines          | 7 256        | 2,86         |             |             |        |
|                | Centre démocrate                                   | 7 230        | 2,85         |             |             |        |
|                | Parti socialiste unifié                            | 6 897        | 2,72         |             |             |        |
|                | Parti radical-socialiste                           | 3 949        | 1,56         |             |             |        |
|                |                                                    |              |              |             |             |        |
| Inscrits       | Inscrits                                           | 297 928      | 100,00       | 185 539     | 100,00      |        |
| Abstentions    | Abstentions                                        | 39 663       | 13,31        | 24 103      | 12,99       |        |
| Votants        | Votants                                            | 258 265      | 86,69        | 161 436     | 87,01       |        |
| Blancs et nuls | Blancs et nuls                                     | 4 473        | 1,73         | 4 062       | 2,52        |        |
| Exprimés       | Exprimés                                           | 253 792      | 98,27        | 157 374     | 97,48       |        |

### Législatives 1967
| Parti          | Parti                                              | Premier tour | Premier tour | Second tour | Second tour | Sièges |
| Parti          | Parti                                              | Voix         | %            | Voix        | %           | Sièges |
| -------------- | -------------------------------------------------- | ------------ | ------------ | ----------- | ----------- | ------ |
|                | Parti communiste français                          | 80 958       | 32,05        | 99 506      | 40,09       | 2      |
|                | Union des démocrates pour la Ve République         | 80 147       | 31,73        | 95 758      | 38,58       | 2      |
|                | Section française de l'Internationale ouvrière     | 30 215       | 11,96        | 30 059      | 12,11       | 1      |
|                | Fédération nationale des républicains indépendants | 19 128       | 7,57         | 22 867      | 9,21        |        |
|                | Parti radical-socialiste                           | 15 096       | 5,98         |             |             |        |
|                | Centre démocrate                                   | 13 842       | 5,48         |             |             |        |
|                | Convention des institutions républicaines          | 7 545        | 2,99         |             |             |        |
|                | Parti socialiste unifié                            | 5 063        | 2,00         |             |             |        |
|                | Divers gauche                                      | 578          | 0,23         |             |             |        |
|                |                                                    |              |              |             |             |        |
| Inscrits       | Inscrits                                           | 297 743      | 100,00       | 297 687     | 100,00      |        |
| Abstentions    | Abstentions                                        | 38 335       | 12,88        | 39 558      | 13,29       |        |
| Votants        | Votants                                            | 259 408      | 87,12        | 258 129     | 86,71       |        |
| Blancs et nuls | Blancs et nuls                                     | 6 836        | 2,64         | 9 939       | 3,85        |        |
| Exprimés       | Exprimés                                           | 252 572      | 97,36        | 248 190     | 96,15       |        |

### Législatives 1962
| Parti          | Parti                                                             | Premier tour | Premier tour | Second tour | Second tour | Sièges |
| Parti          | Parti                                                             | Voix         | %            | Voix        | %           | Sièges |
| -------------- | ----------------------------------------------------------------- | ------------ | ------------ | ----------- | ----------- | ------ |
|                | Parti communiste français                                         | 60 731       | 27,29        | 87 116      | 37,90       | 2      |
|                | Union pour la nouvelle République - Union démocratique du travail | 59 982       | 26,95        | 86 879      | 37,80       | 2      |
|                | Section française de l'Internationale ouvrière                    | 48 822       | 21,94        | 19 803      | 8,62        | 1      |
|                | Parti radical-socialiste                                          | 17 049       | 7,66         | 13 786      | 6,00        |        |
|                | Centre national des indépendants et paysans                       | 13 126       | 5,90         | 8 237       | 3,58        |        |
|                | Républicains indépendants                                         | 10 692       | 4,80         | 14 045      | 6,11        |        |
|                | Mouvement républicain populaire                                   | 7 692        | 3,46         |             |             |        |
|                | Parti socialiste unifié                                           | 2 947        | 1,32         |             |             |        |
|                | Divers droite                                                     | 1 487        | 0,67         |             |             |        |
|                |                                                                   |              |              |             |             |        |
| Inscrits       | Inscrits                                                          | 292 458      | 100,00       | 292 424     | 100,00      |        |
| Abstentions    | Abstentions                                                       | 62 786       | 21,47        | 54 142      | 18,51       |        |
| Votants        | Votants                                                           | 229 672      | 78,53        | 238 282     | 81,49       |        |
| Blancs et nuls | Blancs et nuls                                                    | 7 144        | 3,11         | 8 416       | 3,53        |        |
| Exprimés       | Exprimés                                                          | 222 528      | 96,89        | 229 866     | 96,47       |        |

### Législatives 1958
| Parti          | Parti                                          | Premier tour | Premier tour | Second tour | Second tour | Sièges |
| Parti          | Parti                                          | Voix         | %            | Voix        | %           | Sièges |
| -------------- | ---------------------------------------------- | ------------ | ------------ | ----------- | ----------- | ------ |
|                | Section française de l'Internationale ouvrière | 64 018       | 27,14        | 15 629      | 8,12        | 1      |
|                | Parti communiste français                      | 62 647       | 26,56        | 65 769      | 34,17       |        |
|                | Union pour la nouvelle République              | 36 882       | 15,63        | 64 113      | 33,31       | 2      |
|                | Parti radical-socialiste                       | 20 128       | 8,53         | 16 419      | 8,53        | 1      |
|                | Centre national des indépendants et paysans    | 19 550       | 8,29         | 23 677      | 12,30       | 1      |
|                | Divers gaullistes                              | 19 423       | 8,23         | 6 881       | 3,57        |        |
|                | Mouvement républicain populaire                | 8 991        | 3,81         |             |             |        |
|                | Union et fraternité française                  | 4 269        | 1,81         |             |             |        |
|                |                                                |              |              |             |             |        |
| Inscrits       | Inscrits                                       | 293 835      | 100,00       | 238 176     | 100,00      |        |
| Abstentions    | Abstentions                                    | 50 019       | 17,02        | 39 868      | 16,74       |        |
| Votants        | Votants                                        | 243 816      | 82,98        | 198 308     | 83,26       |        |
| Blancs et nuls | Blancs et nuls                                 | 7 908        | 3,24         | 5 820       | 2,93        |        |
| Exprimés       | Exprimés                                       | 235 908      | 96,76        | 192 488     | 97,07       |        |

## IVeRépublique (1947-1958)

### Législatives 1956
|                | Parti communiste français                           | Louis Prot                    | 79 183  | 32,14  | 2 |  |  |  |
|                | Section française de l'Internationale ouvrière      | Max Lejeune                   | 60 533  | 24,57  | 2 |  |  |  |
|                | Républicaine d'action sociale et paysanne (CNIP-RS) | Pierre Garet                  | 31 728  | 12,88  | 1 |  |  |  |
|                | Union et fraternité française                       | Émile Luciani                 | 27 091  | 10,99  | 1 |  |  |  |
|                | Parti radical-socialiste                            | Raymond de Wazières           | 23 585  | 9,57   |   |  |  |  |
|                | Mouvement républicain populaire                     | Georges Delfosse              | 13 035  | 5,29   |   |  |  |  |
|                | Parti républicain paysan                            | François de Clermont-Tonnerre | 6 900   | 2,80   |   |  |  |  |
|                | ?                                                   | ?                             | 2 699   | 1,10   |   |  |  |  |
|                | Socialistes indépendants                            | Urbain de Coster              | 1 644   | 0,67   |   |  |  |  |
|                |                                                     |                               |         |        |   |  |  |  |
| Inscrits       | Inscrits                                            | Inscrits                      | 291 013 | 100,00 |   |  |  |  |
| Abstentions    | Abstentions                                         | Abstentions                   | 28 494  | 9,79   |   |  |  |  |
| Votants        | Votants                                             | Votants                       | 262 519 | 90,21  |   |  |  |  |
| Blancs et nuls | Blancs et nuls                                      | Blancs et nuls                | 16 121  | 6,14   |   |  |  |  |
| Exprimés       | Exprimés                                            | Exprimés                      | 246 398 | 93,86  |   |  |  |  |

### Législatives 1951
|                | Parti communiste français                      | Louis Prot       | 73 711  | 32,15  | 2 |  |  |  |
|                | Section française de l'Internationale ouvrière | Max Lejeune      | 49 587  | 21,63  | 2 |  |  |  |
|                | Union démocratique (CNIP-RGR)                  | Pierre Garet     | 40 763  | 17,78  | 1 |  |  |  |
|                | Rassemblement du peuple français               | André-Jean Godin | 39 991  | 17,44  | 1 |  |  |  |
|                | Mouvement républicain populaire                | Jules Delemotte  | 19 034  | 8,30   |   |  |  |  |
|                | Sociale, indépendante et révolutionnaire       | Prosper Bourez   | 6 211   | 2,71   |   |  |  |  |
|                |                                                |                  |         |        |   |  |  |  |
| Inscrits       | Inscrits                                       | Inscrits         | 272 095 | 100,00 |   |  |  |  |
| Abstentions    | Abstentions                                    | Abstentions      | 35 630  | 13,09  |   |  |  |  |
| Votants        | Votants                                        | Votants          | 236 465 | 86,91  |   |  |  |  |
| Blancs et nuls | Blancs et nuls                                 | Blancs et nuls   | 7 168   | 3,03   |   |  |  |  |
| Exprimés       | Exprimés                                       | Exprimés         | 229 297 | 96,97  |   |  |  |  |

### Législatives 1946
|          | Parti communiste français                      | Louis Prot       | 74 295  | 32,66 | 2 |  |  |  |
|          | Section française de l'Internationale ouvrière | Max Lejeune      | 53 847  | 23,67 | 2 |  |  |  |
|          | Mouvement républicain populaire                | Pierre Garet     | 49 781  | 21,88 | 1 |  |  |  |
|          | Rassemblement des gauches républicaines        | André-Jean Godin | 35 847  | 15,76 | 1 |  |  |  |
|          | Républicains indépendants                      | Max Modeste      | 13 712  | 6,03  |   |  |  |  |
|          |                                                |                  |         |       |   |  |  |  |
| Exprimés | Exprimés                                       | Exprimés         | 227 482 |       |   |  |  |  |

## Gouvernement provisoire de la République française (1944-1946)

### Constituantes 1946
|          | Parti communiste français                      | Louis Prot       | 70 075  | 29,94 | 2 |  |  |  |
|          | Mouvement républicain populaire                | Pierre Garet     | 67 421  | 28,80 | 2 |  |  |  |
|          | Section française de l'Internationale ouvrière | Max Lejeune      | 60 851  | 26,00 | 1 |  |  |  |
|          | Rassemblement des gauches républicaines        | André-Jean Godin | 35 721  | 15,26 | 1 |  |  |  |
|          |                                                |                  |         |       |   |  |  |  |
| Exprimés | Exprimés                                       | Exprimés         | 234 068 |       |   |  |  |  |

### Constituantes 1945
|                | Section française de l'Internationale ouvrière | Max Lejeune      | 69 995  | 30,61  | 2 |  |  |  |
|                | Mouvement républicain populaire                | Pierre Garet     | 68 742  | 30,06  | 2 |  |  |  |
|                | Parti communiste français                      | Louis Prot       | 67 708  | 29,61  | 2 |  |  |  |
|                | Parti radical-socialiste                       | André-Jean Godin | 22 244  | 9,73   |   |  |  |  |
|                |                                                |                  |         |        |   |  |  |  |
| Inscrits       | Inscrits                                       | Inscrits         | 273 114 | 100,00 |   |  |  |  |
| Abstentions    | Abstentions                                    | Abstentions      | 37 913  | 14,87  |   |  |  |  |
| Votants        | Votants                                        | Votants          | 232 501 | 85,13  |   |  |  |  |
| Blancs et nuls | Blancs et nuls                                 | Blancs et nuls   | 3 812   | 1,64   |   |  |  |  |
| Exprimés       | Exprimés                                       | Exprimés         | 228 689 | 98,36  |   |  |  |  |

## IIIeRépublique (1871-1940)

### Législatives 1936
| Parti          | Parti                                            | Premier tour | Premier tour | Second tour | Second tour | Sièges |
| Parti          | Parti                                            | Voix         | %            | Voix        | %           | Sièges |
| -------------- | ------------------------------------------------ | ------------ | ------------ | ----------- | ----------- | ------ |
|                | Section française de l'Internationale ouvrière   | 20 303       | 17,01        | 17 450      | 14,51       | 2      |
|                | Parti communiste (SFIC)                          | 18 952       | 15,88        | 29 218      | 24,29       | 2      |
|                | Radicaux indépendants                            | 17 756       | 14,87        | 16 649      | 13,84       |        |
|                | Parti républicain, radical et radical-socialiste | 16 114       | 13,50        | 9 849       | 8,19        | 1      |
|                | Union socialiste républicaine                    | 13 987       | 11,72        | 16 636      | 13,83       |        |
|                | Parti agraire et paysan français                 | 10 998       | 9,21         | 8 337       | 6,93        | 1      |
|                | Républicains indépendants                        | 6 233        | 5,22         | 8 523       | 7,08        |        |
|                | Alliance démocratique                            | 3 930        | 3,29         | 6 128       | 5,09        | 1      |
|                | Divers (Socialistes indépendants - Indépendants) | 2 542        | 2,13         |             |             |        |
|                |                                                  |              |              |             |             |        |
| Inscrits       | Inscrits                                         | 137 520      | 100,00       | 137 496     | 100,00      |        |
| Abstentions    | Abstentions                                      | 15 527       | 11,29        | 14 026      | 10,20       |        |
| Votants        | Votants                                          | 121 993      | 88,71        | 123 470     | 89,80       |        |
| Blancs et nuls | Blancs et nuls                                   | 2 618        | 2,15         | 3 182       | 2,58        |        |
| Exprimés       | Exprimés                                         | 119 375      | 97,85        | 120 288     | 97,42       |        |

### Législatives 1932
| Parti          | Parti                                                    | Premier tour | Premier tour | Second tour | Second tour | Sièges |
| Parti          | Parti                                                    | Voix         | %            | Voix        | %           | Sièges |
| -------------- | -------------------------------------------------------- | ------------ | ------------ | ----------- | ----------- | ------ |
|                | Section française de l'Internationale ouvrière           | 29 805       | 25,05        | 24 210      | 20,59       | 3      |
|                | Alliance démocratique                                    | 24 499       | 20,59        | 26 623      | 22,64       |        |
|                | Parti républicain, radical et radical-socialiste         | 24 130       | 20,28        | 26 917      | 22,89       | 2      |
|                | Fédération républicaine                                  | 12 039       | 10,12        | 14 232      | 12,10       |        |
|                | Parti socialiste français - Parti républicain socialiste | 9 426        | 7,92         | 13 368      | 11,37       | 1      |
|                | Parti communiste (SFIC)                                  | 8 370        | 7,03         | 3 938       | 3,35        |        |
|                | Radicaux indépendants                                    | 6 946        | 5,84         | 7 390       | 6,28        | 1      |
|                | Républicains indépendants                                | 2 568        | 2,16         | 327         | 0,28        |        |
|                | Parti agraire et paysan français                         | 987          | 0,83         | 162         | 0,14        |        |
|                |                                                          |              |              |             |             |        |
| Inscrits       | Inscrits                                                 | 137 249      | 100,00       | 137 015     | 100,00      |        |
| Abstentions    | Abstentions                                              | 15 433       | 11,24        | 17 535      | 10,61       |        |
| Votants        | Votants                                                  | 121 876      | 88,76        | 119 480     | 89,39       |        |
| Blancs et nuls | Blancs et nuls                                           | 2 880        | 2,36         | 1 876       | 1,57        |        |
| Exprimés       | Exprimés                                                 | 118 996      | 97,64        | 117 604     | 98,43       |        |

### Législatives 1928
| Parti    | Parti                                                    | Premier tour | Premier tour | Second tour | Second tour | Sièges |
| Parti    | Parti                                                    | Voix         | %            | Voix        | %           | Sièges |
| -------- | -------------------------------------------------------- | ------------ | ------------ | ----------- | ----------- | ------ |
|          | Alliance démocratique                                    | 22 700       | 19,43        | 13 830      | 13,98       | 3      |
|          | Parti républicain, radical et radical-socialiste         | 22 315       | 19,10        | 14 055      | 14,21       | 1      |
|          | Section française de l'Internationale ouvrière           | 19 580       | 16,76        | 20 819      | 21,05       |        |
|          | Fédération républicaine                                  | 17 472       | 14,95        | 22 298      | 22,55       | 3      |
|          | Radicaux indépendants                                    | 14 165       | 12,13        | 14 367      | 14,53       |        |
|          | Parti communiste (SFIC)                                  | 9 997        | 8,56         | 4 819       | 4,87        |        |
|          | Parti socialiste français - Parti républicain socialiste | 9 396        | 8,04         | 8 707       | 8,80        |        |
|          | Divers (Conservateurs, etc.)                             | 1 210        | 1,04         |             |             |        |
|          |                                                          |              |              |             |             |        |
| Exprimés | Exprimés                                                 | 116 835      |              | 98 895      |             |        |

## Sources
- « Les élections législatives », sur politiquemania.com (consulté le 31 décembre 2023)

1. 1 2 3  « Elections législatives 1958-2012 », sur data.gouv.fr.
2. ↑  « Elections législatives 1956 ».
3. 1 2 3 4  « Guide politique de Picardie: Aisne, Oise, Somme ».
4. ↑  « Résultats du 1er tour des élections législatives de 1936 », sur gallica.bnf.fr.
5. ↑  « Résultats du 2e tour des élections législatives de 1936 », sur gallica.bnf.fr.
6. ↑  « Résultats du 1er tour des élections législatives de 1932 », sur gallica.bnf.fr.
7. ↑  « Résultats du 2e tour des élections législatives de 1932 », sur gallica.bnf.fr.
8. ↑  Georges LACHAPELLE, Élections législatives des 22 et 29 avril 1928 : Résultats officiels(Paris: Librairie Georges Roustan, 1928)
9. ↑  « Résultats du 1er tour des élections législatives de 1928 », sur gallica.bnf.fr.
10. ↑  « Résultats du 2e tour des élections législatives de 1928 », sur gallica.bnf.fr.